# Cantón de Vouneuil-sur-Vienne
El cantón de Vouneuil-sur-Vienne era una división administrativa francesa, que estaba situada en el departamento de Vienne y la región de Poitou-Charentes.

## Composición
El cantón estaba formado por ocho comunas:
- Archigny
- Availles-en-Châtellerault
- Beaumont
- Bellefonds
- Bonneuil-Matours
- Cenon-sur-Vienne
- Monthoiron
- Vouneuil-sur-Vienne

## Supresión del cantón de Vouneuil-sur-Vienne
En aplicación del Decreto nº 2014-264 de 27 de febrero de 2014, el cantón de Vouneuil-sur-Vienne fue suprimido el 22 de marzo de 2015 y sus 8 comunas pasaron a formar parte; siete del nuevo cantón de Chauvigny y una del nuevo cantón de Jaunay-Clan.